# Komunistická společnost
Komunistická společnost  (z latinského communis = „společný, univerzální“) je hypotetická podoba spravedlivého uspořádání společnosti, kterou prosazují zastánci komunismu. Má se jí podle některých z nich dosáhnout po určité přechodné době socialismu a rozvinutého socialismu, tedy v jejich pojetí dvou etap vlády komunistických stran. Vybudování komunismu však doposud nikde nebylo dosaženo.
Socioekonomický řád komunistické společnosti má být strukturovaný podle myšlenek společného vlastnictví výrobních prostředků a absence sociálních tříd, peněz a státu. V marxistické filosofii dějin finální historická etapa následující po prvotnopospolní, otrokářské, feudální, kapitalistické a socialistické společnosti.
Podle knihy Vědecký komunismus přeložené z ruštiny z roku 1972 má být komunismus „vysokoorganizovaná společnost, nejvyšší stupeň technologického a společenského pokroku a rozvoje s nejvyšším stupněm životní úrovně lidí ... Komunismus je společnost, která spojuje vysokou úroveň rozvoje ekonomiky, vědy a techniky s všestranným rozvojem samotných lidí, materiální rozkvět s mravním povznesením a neustálým zdokonalováním osobnosti. Když se komunismus upevní ve světě, spojí národy v jedinou bratrskou rodinu pracujících, odstraní státní hranice a národnostní spory.“
Podle oficiální definice komunismu postulované a schválené v roce 1975 v programu Komunistické strany Sovětského svazu má být „komunismus beztřídní společenské zřízení s jednotným lidovým vlastnictvím výrobních prostředků a úplnou společenskou rovností všech členů společnosti, kde zároveň s všestranným rozvojem lidí zmohutní i výrobní síly na základě neustále se rozvíjející vědy a techniky, kde společenské bohatství bude ze všech zdrojů plynout plným proudem a kde se uskuteční velká zásada ’každý podle svých schopností, každému podle jeho potřeb’.“
Ve svém díle Kríza utopizmu popsal Milan Šimečka v roce 1967 utopický ideál komunismu jako „společnost svobodných a uvědomělých pracovníků, v níž se plně zakotví společenská samospráva, práce ve prospěch společnosti se stane pro všechny první životní potřebou a uvědoměnou nutností a každý bude uplatňovat své schopnosti tak, aby přinášel co největší užitek lidu.“